# Le Bas Ségala
Le Bas Ségala község Franciaország Okcitánia régiójában, Aveyron megyében. Új községként 2016. január 1-jén jött létre három korábbi község: La Bastide-l’Évêque, Saint-Salvadou és Vabre-Tizac egyesítésével. Az egyesüléskor az új község lélekszáma 1699 fő lett. Lakosainak száma 1610 fő (2022. január 1.).

## Népesség
| Lakosok száma | 1586 | 1581 | 1571 | 1558 | 1576 | 1593 | 1610 |
|               | 2016 | 2017 | 2018 | 2019 | 2020 | 2021 | 2022 |